# Justus D. Barnes

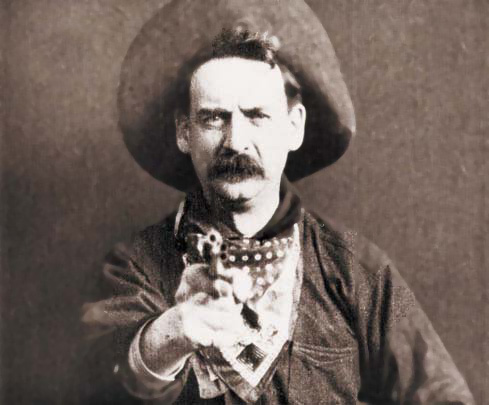
Justus Barnes in seinem berühmten Bild aus Der große Eisenbahnraub (1903)

Justus D. Barnes (* 2. Oktober 1862 in Little Falls, New York; † 6. Februar 1946 in Weedsport, New York) war ein US-amerikanischer Stummfilmschauspieler, der durch seinen Auftritt in Der große Eisenbahnraub (1903) bleibende Bekanntheit erlangte.

## Leben
Justus D. Barnes spielte zwischen 1903 und 1917 in über 80 Filmen, seine bekannteste Rolle hatte er aber wohl in seinem ersten Film: Bei Der große Eisenbahnraub, dem ersten Western der Filmgeschichte, feuert er als Bandit am Ende des 13-minütigen Filmes mit seinem Revolver mehrere Schüsse, bis die Trommel leer ist, in die Kamera – also auf den Zuschauer – ab. Vereinzelt sollen Zuschauer deshalb in Panik geraten sein. Der große Eisenbahnraub ist bis heute eines der bekanntesten Werke der frühen Filmgeschichte und insbesondere das Bild mit Barnes wurde weltberühmt. 1999 erschien das Bild aus Der große Eisenbahnraub mit Barnes etwa auf einer amerikanischen Briefmarke. Im deutschsprachigen Raum ist diese Szene vor allem durch die Fernsehserie Western von gestern bekannt, wo ein Ausschnitt davon sowohl im Vorspann als auch im Nachspann gezeigt wurde. Möglicherweise beeinflusste sie entscheidend auch die „Pistolenzieh“-Szene im Vorspann jedes James-Bond-Films.
Später arbeitete Barnes ebenfalls für Thomas Edisons Filmgesellschaft Edison Manufacturing Company sowie die Thanhouser Company von Edwin Thanhouser. So spielte Barnes etwa 1911 die Rolle des Ham Peggotty in der ersten bekannten Adaption des Dickens-Romanes David Copperfield. Zu seinen weiteren Filmen zählten Nebenrollen in Nicholas Nickleby (1912), Aurora Floyd (1912) und A Dog of Flanders (1914). Neben seiner Filmarbeit war Barnes langjähriger Theaterschauspieler. 
Nach seinem letzten Film 1917 zog er sich wohl aus dem Schauspielgeschäft zurück. Der Zensus 1930 listete ihn als Milchmann in Weedsport bei New York, später besaß er einen Zigarrenladen. Ebenfalls in Weedsport starb er 1946 im Alter von 83 Jahren.